# Вульф, Хиллари
Хи́ллари Джо́селин Вульф (англ. Hillary Jocelyn Wolf; 7 февраля 1977, Чикаго, Иллинойс, США) — бывшая американская актриса

 и дзюдоист.

## Биография и карьера
Хиллари Джоселин Вульф родилась 7 февраля 1977 года в Чикаго (штат Иллинойс, США) в семье Малкольма и Мэрилин Вульф.
Наиболее известна по главной роли в Лоры в фильме «Большие девочки не плачут… они дают сдачи» и за роль Меган в киносерии «Один дома». Выиграла чемпионат мира по дзюдо для юниоров в 1994 году и представляла Соединённые Штаты Америки в дзюдо на летних Олимпийских играх 1996 года и летних Олимпийских играх 2000 года.
Вульф замужем за реслером Крисом Сабой, у них есть два сына — Дилан (род. 2007) и Майкл (род. 2010).

## Фильмография
| Год  |    | Русское название                          | Оригинальное название                | Роль               |
| ---- | -- | ----------------------------------------- | ------------------------------------ | ------------------ |
| 1984 | с  | Американский театр                        | American Playhouse                   | Линди Лу Парди     |
| 1985 | тф | Первые шаги                               | First Steps                          | Мисси (7 лет)      |
| 1986 | тф | Требуется помощь: Дети                    | Help Wanted: Kids                    | Микки              |
| 1986 | тф | Воскресная езда                           | Sunday Drive                         | Кристин Франклин   |
| 1987 | мс | Я покорю Манхэттен                        | I'll Take Manhattan                  | Анджелика Киприани |
| 1987 | мс | Убийство предопределено                   | Murder Ordained                      | Эмили              |
| 1990 | ф  | Один дома                                 | Home Alone                           | Меган МакКаллистер |
| 1992 | ф  | Большие девочки не плачут… они дают сдачи | Big Girls Don't Cry... They Get Even | Лора Чартофф       |
| 1992 | ф  | Один дома 2: Потерявшийся в Нью-Йорке     | Home Alone 2: Lost in New York       | Меган МакКаллистер |